# Geena Rocero

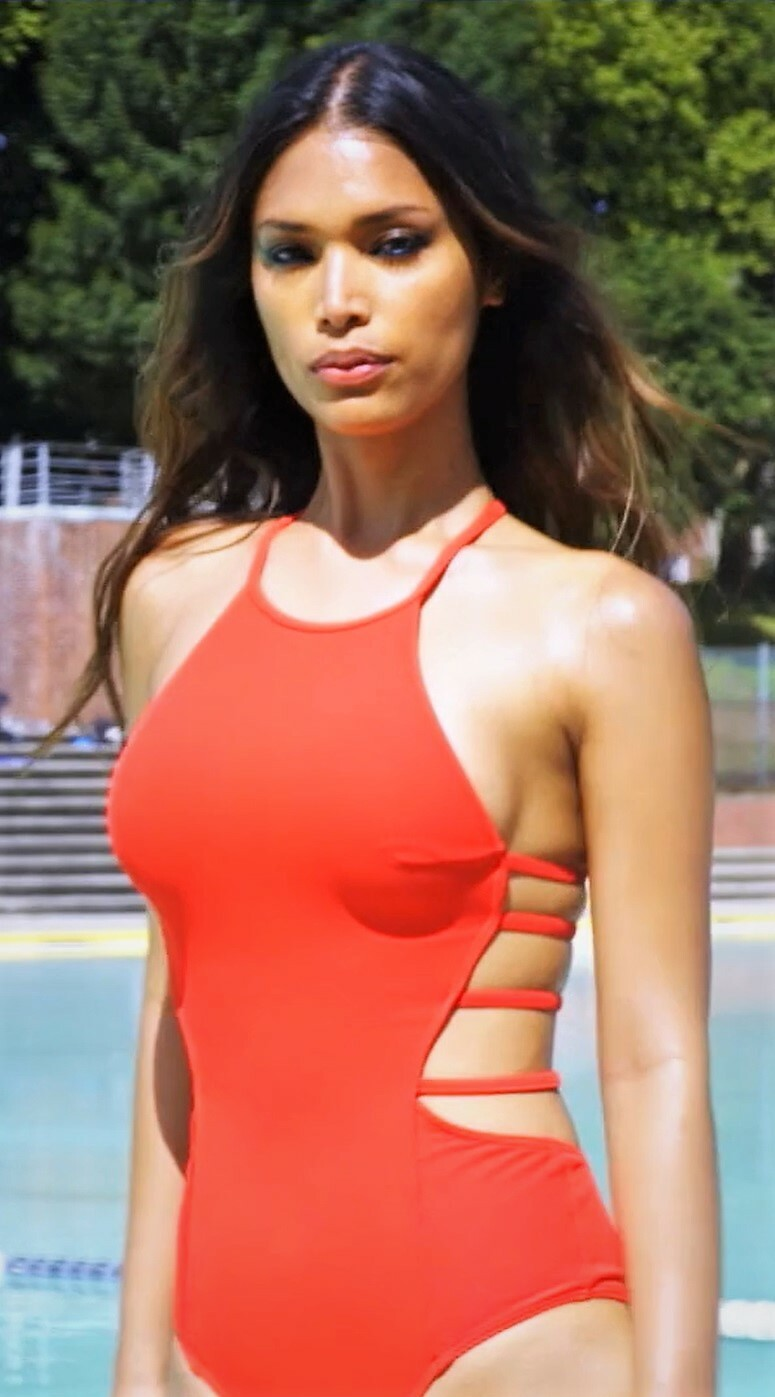
Geena Rocero (2018)

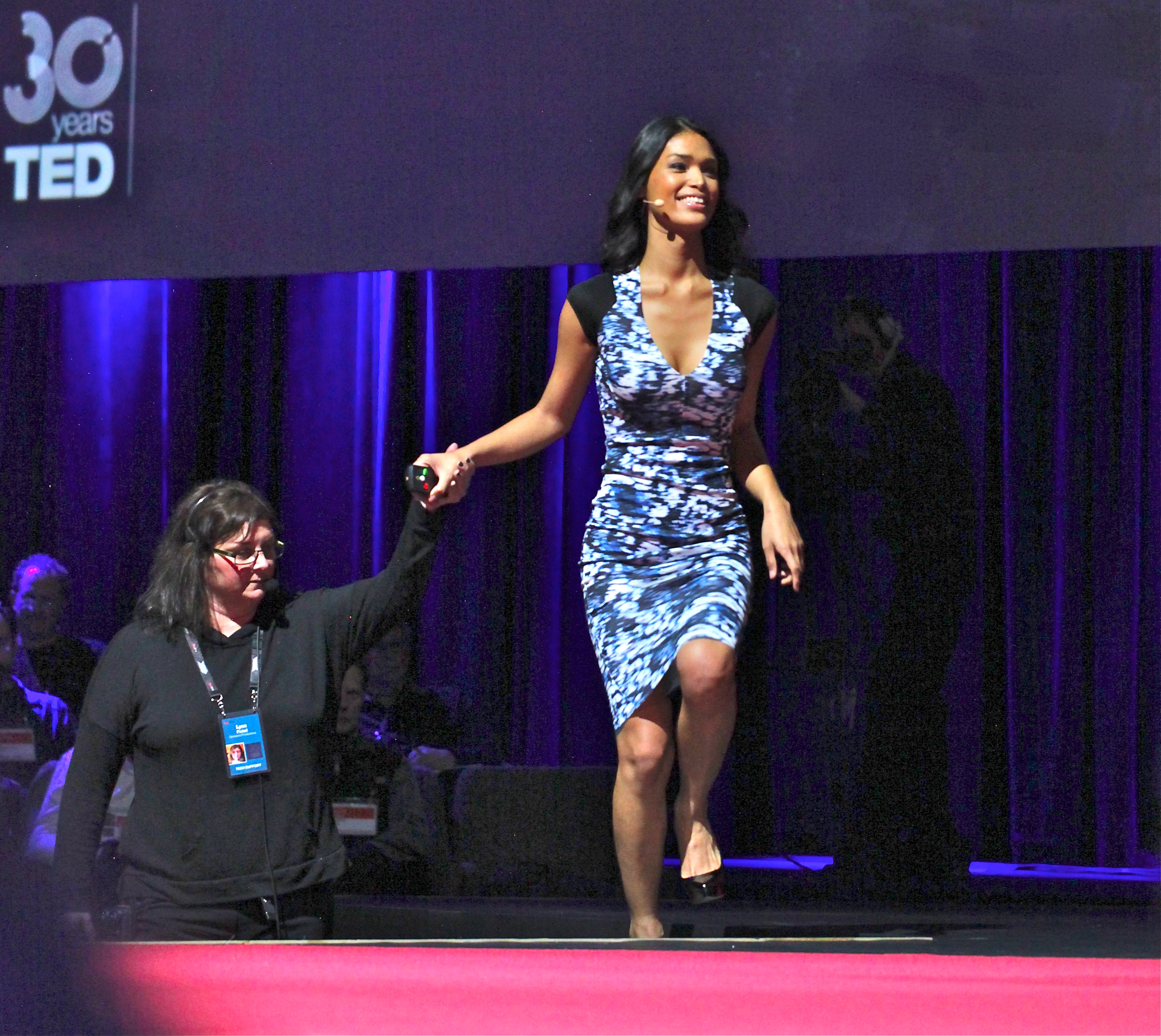
Rocero im März 2014 auf der TED-Konferenz in Vancouver

Geena Rocero (* 1984 in Manila, Philippinen) ist ein philippinisch-US-amerikanisches Supermodel, TED-Konferenz-Rednerin und Transgender-Aktivistin,  die in New York City lebt und arbeitet. Sie ist die Gründerin von Gender Proud, einer Medienproduktionsfirma, die Geschichten der Transgender-Community weltweit veröffentlicht, um Gerechtigkeit und Gleichstellung zu fördern.

## Leben
Rocero stammt aus einer Arbeiterfamilie. Mit 15 nahm sie an Transgender-Schönheitswettbewerben teil. Mit 17 immigrierte sie in die Vereinigten Staaten, wo sie sich zunächst in San Francisco niederließ. 2005 zog sie nach New York City. 2006 wurde sie US-amerikanische Staatsbürgerin. Mit 19 Jahren unterzog sie sich in Thailand einer geschlechtsangleichenden Operation.
Rocero wurde von einem Modefotografen in einem Restaurant in der Lower East Side von Manhattan entdeckt, als sie 21 Jahre alt war. Sie wurde dann vom Next Model Management unter Vertrag genommen und arbeitete für 12 Jahre als Model für Badeanzüge und Schönheitsredaktionen, wodurch sie sich eine große Fangemeinde erwarb.
Am 31. März 2014, am International Transgender Day of Visibility, outete sich Rocero während eines TED-Vortrags in Vancouver, Kanada, als transgeschlechtliche Frau. Im selben Jahr wurde sie zusammen mit 13 anderen transgeschlechtlichen Frauen auf dem Cover zum fünften Jubiläum des Candy Magazin präsentiert, darunter mit Janet Mock, Carmen Carrera, Laverne Cox, Isis King, Gisele Alicea (Gisele Xtravaganza), Leyna Ramous, Dina Marie, Nina Poon, Juliana Huxtable, Niki M'nray, Pêche Di, Carmen Xtravaganza und Yasmine Petty.
Im Jahr 2016 wurden Rocero und Tracey Norman die ersten beiden offen transgeschlechtlichen Models, die auf dem Cover der indischen Ausgabe der Harper’s Bazaar erschienen. Im August 2019 war sie nach Ines Rau das zweite transsexuelle Playmate im Playboy. 2020 war sie gemeinsam mit elf anderen Playmates „Playmate des Jahres“.
2023 erschien Roceros Autobiographie Horse Barbie: A Memoir im Verlag The Dial Press.
2025 veröffentlichte sie den Kurzfilm Dolls in Zusammenarbeit mit Lilly Wachowski als ausführender Produzentin.